# 鄧庠
鄧庠（1447年—1524年），字宗周，號東溪，湖廣郴州宜章縣人，民籍。明朝政治人物。同進士出身。

## 生平
湖廣鄉試第四十三名。成化八年（1472年）壬辰科會試第九十三名，殿試登進士第三甲第一百五十名，授行人，擢監察御史，弘治四年（1491年）十月升河南按察司副使，督修河道，十一年五月升河南按察使，十二年五月升廣東右布政使，十四年四月升廣西左布政使，十七年三月升都察院右副都御史、总督南京粮储，丁憂歸。正德二年（1507年）八月服闋起用，除右副都御史、巡抚河南，六年七月接替邵寶任提督仓场户部右侍郎，八月养病。九年八月改任都察院右副都御史、巡抚苏松等处地方，十年升总理粮储都察院左副都御史，十月升南京右都御史，十二月官至南京戶部尚書，十四年三月以病乞休歸。卒年七十八。有《東溪稿》。

## 家族
曾祖鄧文端，曾任訓導、贈刑部郎中。祖父鄧本道，曾任寧國府知府。父鄧紀，前潭州府推官。